# Kim Ch’ae-wŏn
Kim Ch’ae-wŏn (* 13. Dezember 1946 in Tŏkso, Kyŏnggi-do) ist eine südkoreanische Schriftstellerin.

## Leben
Kim Ch’ae-wŏn wurde am 13. Dezember 1946 in Tŏkso, Provinz Kyŏnggi geboren. Sie machte ihren Abschluss in Kunst an der Ewha Womans University. 1975 debütierte sie mit dem Werk Nächtliche Grüße (밤인사) in der Zeitschrift Moderne Literatur (Hyŏndae munhak).
Bezeichnend für ihre Werke ist ihr Schreibstil, der vor allem in ihren Werken mit Ich-Erzähler-Perspektive klar hervorsticht. Diese Geschichten werden aus der sehr subjektiven Perspektive eines Ich-Erzählers, dessen Blick nach innen gewendet ist, erzählt, und gehen den zarten Regungen und Erschütterungen seiner Psyche nach. Obwohl ihre Charaktere unter einem Gefühl von Verlust und Hilflosigkeit leiden, schafft es die Autorin anhand dieser verwundeten Seelen Poesie und Schönheit zu vermitteln. Eins ihrer Stilmittel ist die Gegenüberstellung von Erinnerungen und gegenwärtigen Erfahrungen, die durch die „getönten Linsen des Bewusstseins“ gefiltert werden.

## Arbeiten

### Koreanisch
- 먼 집 먼 바다 Das Haus in der Ferne, das Meer in der Ferne (1977)
- 초록빛 모자 Ein grüner Hut (1984)
- 가득 찬 조용함 Volle Stille (1987)
- 봄의 환 Frühlingsvision (1990)
- 장미빛 인생 Ein rosarotes Leben (1992)
- 달의 강 Fluss des Mondes (1997)
- 미친 사랑의 노래 Lied einer verrückten Liebe (1998)
- 겨울의 환 Wintervision (2003)
- 지붕 밑의 바이올린 Die Violine unter dem Dach (2004)

### Übersetzungen
Deutsch
- Wintervision. Koreanische Frauenliteratur. Haag und Herchen 2012. ISBN 978-3-89846125-2

Spanisch
- Espejismos de otoño. Ediciones del Ermitaño 2012.

## Auszeichnungen
- 1989 – 이상문학상 (Yi-Sang-Literaturpreis)